# 타우픽 히다얏
타우픽 히다얏(인도네시아어: Taufik Hidayat, 1981년 8월 10일~)은 인도네시아의 배드민턴 선수로 2004년 하계 올림픽 남자 단식 종목에서 금메달을 획득했다. 또한 2005년 세계 선수권 대회 남자 단식 금메달을 포함하여 세계 선수권 대회에서 메달 4개를 획득했으며 아시안 게임에서 남자 단식 금메달 2개와 단체전 금메달 1개를 포함하여 메달 6개를 획득했다. 2000년 8월에는 남자 단식 세계 랭킹 1위에 올랐으며 역대 최연소로 세계 랭킹 1위에 오른 선수이다.